# 71e régiment d'infanterie (France)
Pour les articles homonymes, voir 71e régiment.
Le 71e régiment (71e RI) est un régiment d'infanterie de l'Armée de terre française créé sous la Révolution à partir du régiment de Vivarais, un régiment français d'Ancien Régime.

## Création et différentes dénominations
- 1er janvier 1791 : tous les régiments prennent un nom composé du nom de leur arme avec un numéro d’ordre donné selon leur ancienneté. Le régiment de Vivarais devient le 71e régiment d'infanterie de ligne ci-devant Vivarais.
- 1793 : amalgamé, il prend le nom de 71e demi-brigade de première formation
- 1er nivôse an VII (21 décembre 1798) : création de la 71e demi-brigade de deuxième formation
- 1803 : Le 71e régiment d'infanterie de ligne n'est pas formé, le numéro 71 reste vacant.
- 29 septembre 1840 : formation du 71e régiment d'infanterie de ligne.
- 1870-1871 : constitution du 71e régiment de marche
- 1882 : 71e régiment d'infanterie.
- 11 mai 1940 : devient le 71e régiment d'infanterie alpine[1].
- 1944 : 71e régiment d'infanterie.
- 1946 : 71e bataillon d'infanterie.
- 1949 : dissolution.
- 1953 : 71e bataillon d'infanterie.
- 1956 : 71e régiment d'infanterie.
- 1958 : C.I.[C'est-à-dire ?] du 71e régiment d'infanterie.
- 1963 : dissolution.

## Chefs de corps
- 5 février 1792 : Frédéric Ferdinand Charles de Wittinghof
- 1792 : colonel de Baume
- 8 mars 1793 : Gratien Dumoulin de La Fontenelle[Note 1]
- 1794 : colonel Bruno Albert Joseph Duplouy
- 1799 : colonel Mazingant
- 1803- 1840 : le numéro 71 est vacant
- 11 octobre 1840 : colonel Armand Salleyx
- 1847 : colonel Béhaghel
- 1852 : colonel Piat
- 1856 : colonel de Margadel
- 1857 : colonel Duportal-Dugoasmeur
- 1860 : colonel Dargent
- 1864 : colonel Bouvet
- 1865 : colonel d'Autebart de Férussac
- 1871 : colonel Chaulan
- 1871 : colonel Suisse
- 1885 : colonel Donniez
- 1886 : colonel Lachau
- 1891 : colonel Sériot
- 1893 : colonel de Lorme
- 1895 : colonel Muiron
- juillet 1930 : colonel Mercier Alfred jusqu'en février 1935
- 1939 : colonel Astolfi, jusqu’au 20 avril 1940[2].
- 20 avril 1940 : lieutenant-colonel Béguier, le 20 avril 1940 à titre provisoire en tant que chef d’état-major du 71e RI, puis à partir du 29 avril à titre définitif[3].
- 10 juin 1940 : commandant Martin, en raison de la capture du lieutenant-colonel Béguier et de 200 de ses hommes[4].
- 17 juin 1940 : commandant Bacquerie, nommé à la tête du bataillon regroupant les rescapés du 71e et du 159e RIA[5].
- 1953 : commandant Pierre Vincent

## Historique des garnisons, combats et batailles du71eRI

### 71erégiment d'infanterie de ligneci-devant Vivarais (1791-1794)

#### Guerres de la Révolution et de l'Empire

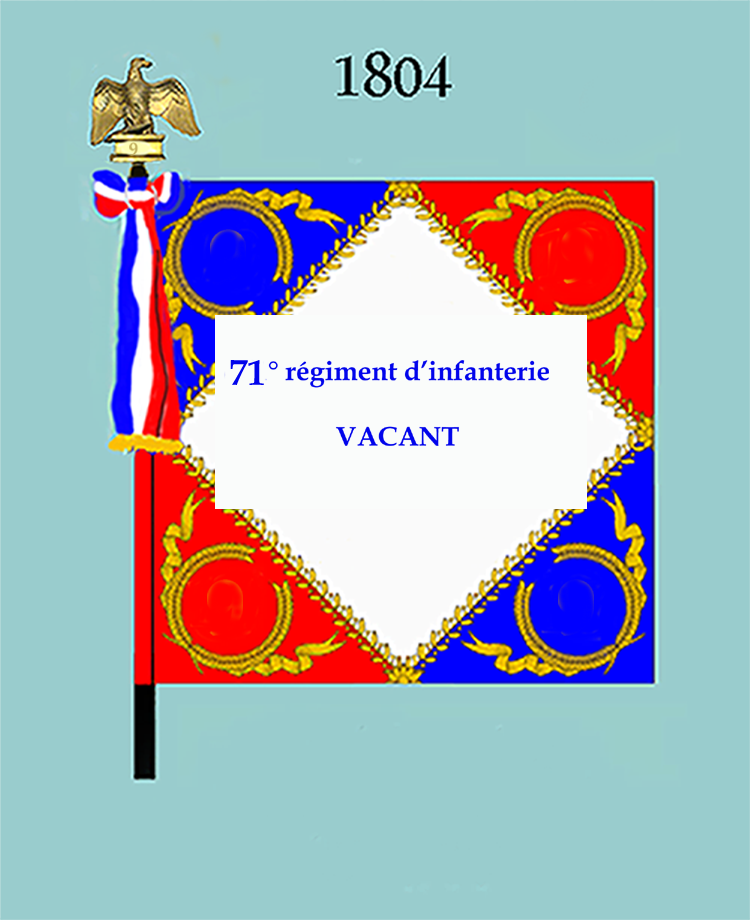
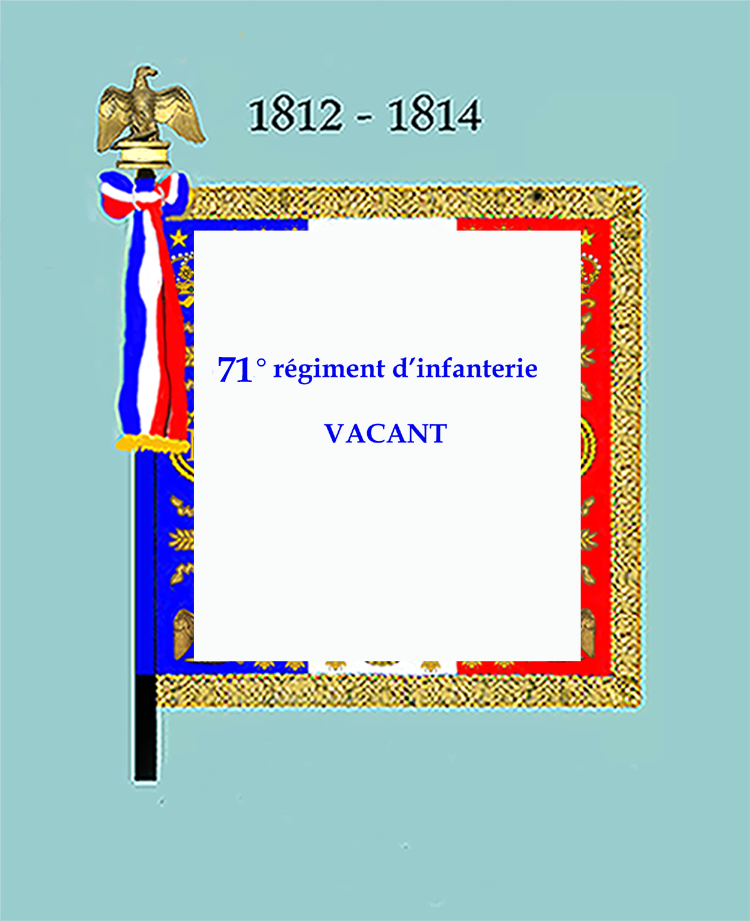
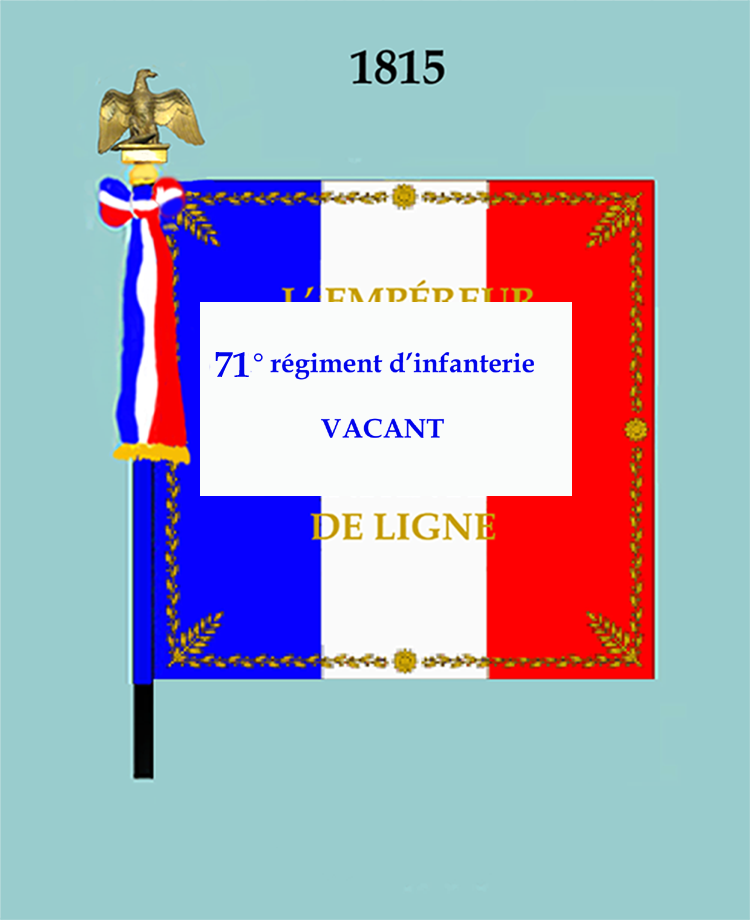

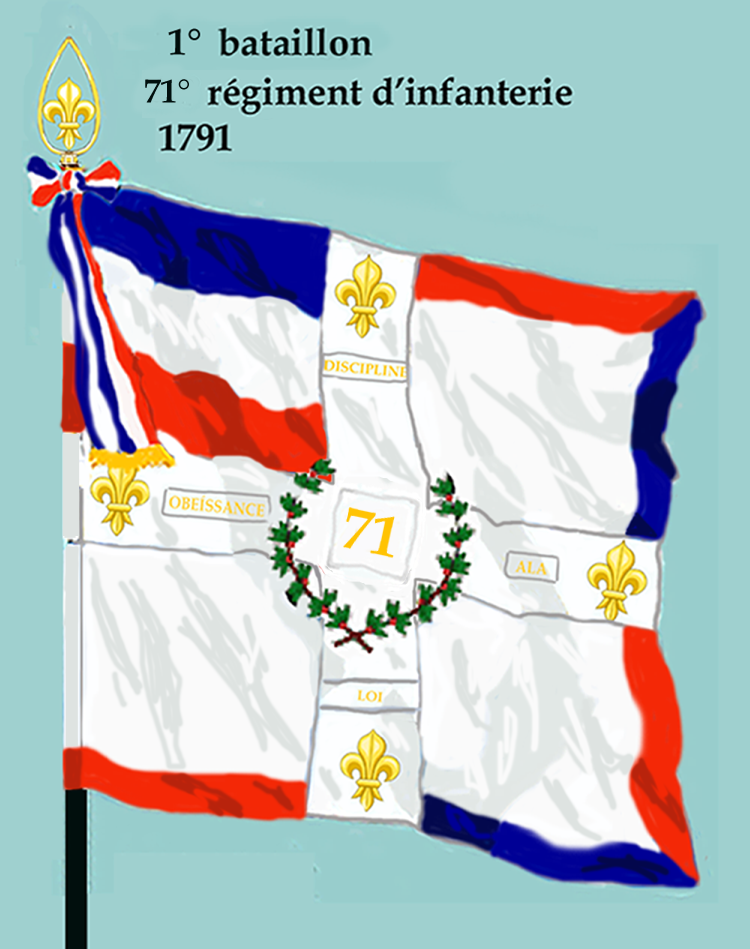
Drapeau du 1er bataillon du 71e régiment d'infanterie de ligne de 1791 à 1793
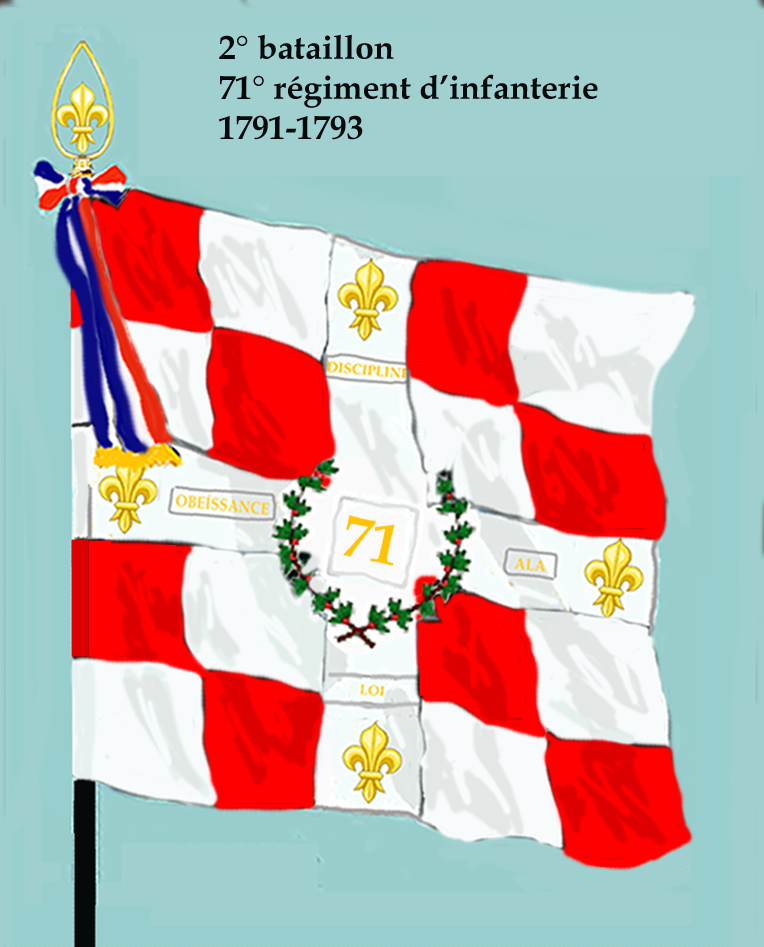
Drapeau du 2e bataillon du 71e régiment d'infanterie de ligne de 1791 à 1793
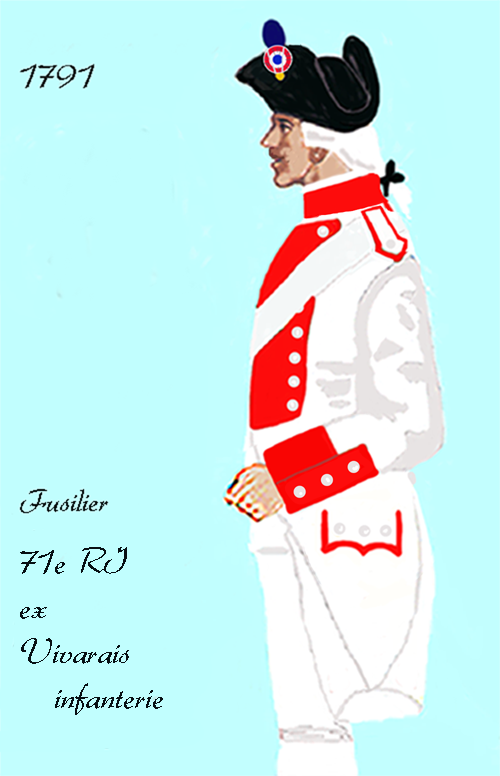
Uniforme de 1791 à 1792
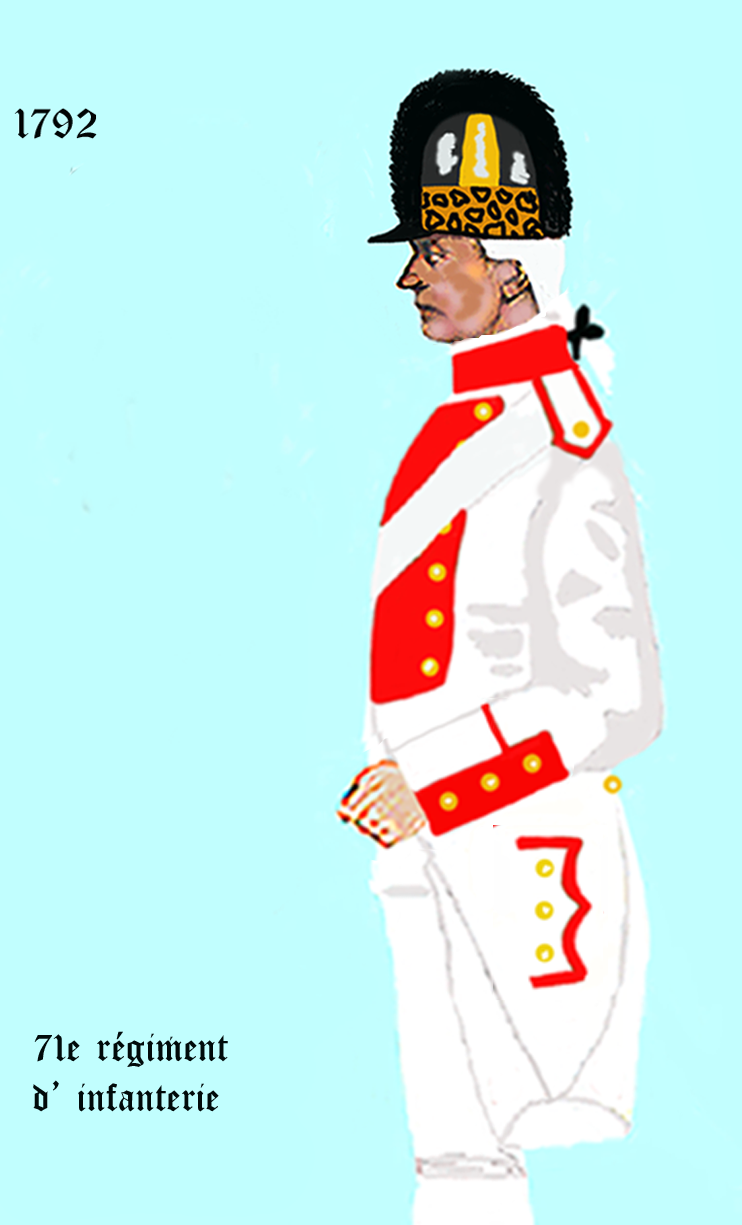
Uniforme du régiment par décret d'application du 15 janvier 1792

Le 1er janvier 1791 : tous les régiments prennent un nom composé du nom de leur arme avec un numéro d'ordre donné selon leur ancienneté. Le régiment de Vivarais devient le 71e régiment d'infanterie de ligne ci-devant Vivarais.
1er bataillon
En 1791 et 1792, le 1er bataillon, qui se trouve à l'armée du Nord, sous les ordres du général Dumouriez assiste aux combats de Stenay, de Croix-aux-Bois, de Biesme, du Boussu ainsi qu'aux batailles de Valmy et de Jemmapes.
Lors de cette dernière bataille, le 1er bataillon du 71e est sous les ordres du général Égalité, chargé de l'attaque du centre. À midi, l'attaque générale a lieu sur toute la ligne et le centre rencontre la plus vive résistance. Le 1er bataillon du 71e repousse trois charges de chevau-légers de Cobourg qui voulaient déboucher du bois dans la plaine, et les refoule constamment en leur faisant subir de grandes pertes. Ce même bataillon se précipite ensuite sur les redoutes défendues par des cavaliers hongrois et les enlève. L'ennemi battu sur tous les points bat en retraite en désordre.
Le 1er bataillon passe, ensuite, successivement de l'armée des Ardennes à l'armée de Belgique, sous les ordres du général Dumouriez. Il fait partie de la division Champmorin à la bataille de Neerwinden et aux deux combats de Pellenberg contre les Autrichiens.
En 1793, le 1er bataillon appartient à l'armée combinée du Nord et des Ardennes et participe au combat de Curgies engagé pour débloquer Condé. Il assiste ensuite au combat de Belleporte où il perd deux pièces d'artillerie et à la suite duquel l'armée, accablée par des forces considérables, se retire jusque derrière la Scarpe. Attaquée dans ses positions de Mouvaux et Bondues par des corps autrichiens, hollandais et anglais, l'armée repousse cette attaque et le bataillon du 71e va cantonner à Pont-à-Marcq.
Le 19 juillet 1794, le 1er bataillon est amalgamé dans la 131e demi-brigade de première formation.
2e bataillon
En 1792 et 1793, le 2e bataillon, fait partie de l'armée de la Moselle. Le 6 novembre 1792, sous les ordres de Gratien Dumoulin de La Fontenelle, il entre dans la composition d'un détachement commandé par le maréchal de camp Freytag, envoyé entre Sarre et Moselle pour empêcher les Autrichiens d'occuper le pays. Ce détachement arriva le 11 novembre dans la petite ville de Remich située sur la rive gauche de la Moselle, à une vingtaine de kilomètres de Luxembourg. Le 2e bataillon fait ensuite partie de l'expédition de Trèves.
Au printemps 1793, sous le commandement du général Houchard, 9 500 hommes sont envoyés sur Arlon, dans le but de seconder les opérations de l'armée des Ardennes. Arlon, défendue par 8 000 Autrichiens, est enlevée et ses immenses approvisionnements tombent aux mains des Français.
Le 2e bataillon se rend ensuite à l'armée du Nord et se signale à la prise d'Ypres puis, revenu à l'avant-garde de l'armée de la Moselle, il marche sur Mayence et soutient la retraite, après la capitulation de cette ville.
Au printemps 1794, le général Jourdan, nommé au commandement de l'armée de la Moselle, fait porter 20 000 hommes en avant de Longwy pour s'emparer d'Arlon .
Le 5 avril 1794, le 2e bataillon est amalgamé dans la 132e demi-brigade de première formation.

### Guerres de la Révolution et de l'Empire
Le 15 germinal de l'an II (4 avril 1794), la 71e demi-brigade de première formation est formée avec les :
- - 1er bataillon du 36e régiment d'infanterie (ci-devant Anjou)
  - 2e bataillon de volontaires de la Meuse
  - 13e bataillon des Fédérés nationaux

Placée à l'armée de Sambre-et-Meuse, la 71e demi-brigade de première formation, s'illustre le 25 juin 1794, bataille de Fleurus puis au passage de la Roer durant la bataille d'Aldenhoven).
Lors de cette bataille, le général Kléber fait éclairer cette rivière par la division Bernadotte à laquelle appartenait la 71e demi-brigade. Cette division est d'abord assaillie par un feu violent d'artillerie et de mousqueterie qui partait des redoutes établies sur la rive droite. La 71e demi-brigade s'avance alors au pas de charge et s'élance dans la Roer, soutenue par le reste de la division et par le feu de toute l'artillerie. Plusieurs soldats sont entraînés par la rapidité du courant, mais ni cet obstacle ni la fusillade de l'ennemi ne peuvent ralentir leur ardeur, excités par l'exemple des généraux et des officiers. Ils parviennent à la rive opposée, la gravirent, se précipitent sur les redoutes ennemies et mettent les Autrichiens en fuite. Ceux-ci perdent 6 000 hommes, tués, blessés ou prisonniers. C'est en souvenir de ce fait d'armes que l'ancien drapeau du régiment portait aussi le nom de la bataille d'Aldenhoven.
Lors du second amalgame, la 71e demi-brigade est incorporée dans la 92e demi-brigade de deuxième formation.

### 71edemi-brigadede deuxième formation (1796-1803)

#### Guerres de la Révolution et de l'Empire
Le 1er nivôse an VII (21 décembre 1798) : la 71e demi-brigade de deuxième formation est créé avec des détachements de différents corps de l'Armée de l'Ouest.
De 1800 à 1802, elle est employée à la répression de la chouannerie et au recouvrement des impôts dans les départements de l'Ouest.
Le 24 décembre 1801, le 3e bataillon de la 71e demi-brigade de deuxième formation est embarqué pour Saint-Domingue et fait partie de la division du général Rochambeau. Elle se conduisit vaillamment pendant toute cette campagne et assista à de nombreux combats de la Révolution haïtienne. À la fin des hostilités, le 3e bataillon rentra en France.
Le 1er vendémiaire an XII (24 septembre 1803), lors de la réorganisation des corps d'infanterie:
- les 1er et 2e bataillon de la 71e demi-brigade de deuxième formation constitue le 35e régiment d'infanterie de ligne et
- le 3e bataillon incorpore le 86e régiment d'infanterie de ligne.

Le 71e régiment d'infanterie de ligne n'a pas été formé, le numéro 71 est resté vacant jusqu'en 1840.

### 71erégiment d'infanterie de ligne(1840-1882)

#### 1840 à 1852
Le 71e régiment d'infanterie de ligne est reformé par ordonnance du 29 septembre 1840 à Amiens et reçoit son drapeau à Compiègne.
Le régiment occupe plusieurs garnisons dans le département du Nord de 1840 à 1844 puis autour de Paris de 1844 à 1845.

### Second Empire
De 1845 à 1850, le régiment occupe différentes garnisons dans l'Ouest et surtout en Bretagne, puis dans le Midi, de 1850 à 1854.
Le 17 mars 1854, le régiment s'embarque à Toulon pour l'Algérie, débarque à Stora et se rend à Constantine. En 1854, le 1er bataillon et deux compagnies d'élite du 3e bataillon font partie de la colonne expéditionnaire du Djurdjura, commandée par le général de Mac Mahon. Le 17 juin, le 71e prend part au combat de Faït-Houdja contre les Kabyles, puis, le 20 juin, les troupes françaises attaquent le village de Taourirt, fortement occupé par les Kabyles et l'enlèvent.
Après plusieurs journées de marche dans la vallée du Sébaou, on arrive dans la tribu des Beni-Hidjir et, le 30 juin, le village de Bouzion, est pris malgré une vive résistance. Après avoir reçu les soumissions, les divisions d'Alger et de Constantine rentrent dans leurs casernements, le 17 juillet, après deux mois de colonne.
En 1855, les bataillons du régiment tiennent successivement garnison à Biskra, à Sétif et à Bougie.
Le 29 janvier 1856, le 1er bataillon s'embarque à Bougie, arrive à Dellys et va rejoindre la colonne expéditionnaire d'Alger opérant dans le Sebaou sous les ordres du général de brigade Deligny, et rentre à Sétif le 1er mai. Le 30 du même mois, tout le régiment, avec le colonel de Margadel, fait partie d'une colonne expéditionnaire qui doit opérer dans les Babors sous le commandement du général de division Maissiat. Le lendemain, le 71e RI reçoit l'ordre de s'emparer des positions occupées par les Kabyles, qui sont enlevées malgré une vive résistance. Le 7 juillet, la colonne expéditionnaire est dissoute et le régiment rentre à Sétif. Du mois d'août au mois de novembre, le 1er bataillon fait partie d'une colonne de l'Est et reste détaché à Guelma et Djidjelli.
Le 28 mai 1857, une colonne expéditionnaire est formée sous les ordres du général de division Maissiat. La 71e fait partie de la 1re brigade commandée par son colonel. La colonne gravit les pentes abruptes du Djurdjura et reçoit l'ordre de traverser le col de Chellata et de s'emparer des hauteurs dominantes occupées par l'ennemi. Le 1er bataillon à pour mission de tourner le pic de Tizibert enlève les positions. Le surlendemain le bataillon passe à l'attaque du village de M'Zaïa, qui est pris, brûlé et dévasté après de furieux combats au corps à corps. Le 30 juin, l'ordre est donné d'enlever le village d'Aït Laziz, véritable nid d'aigle entouré de remparts en pierres sèches, d'un large fossé et d'abatis de toute sorte. La colonne fait ensuite une marche dans la vallée du Sahel, et rentre à Constantine le 20 août.
Aux premiers bruits de guerre, le 71e régiment d'infanterie est rappelé d'Afrique et envoyé en Italie. Le 29 avril 1859, tout le régiment débarque à Gênes et est désigné pour faire partie du 2e corps sous le commandement du général de Mac-Mahon, de 1re brigade (général Gault), de la 2e division (général Espinasse). Alors que le 1er corps combat à Montebello le 20 mai, le 2e corps cantonne à Voghera, en face de Pavie, où les Autrichiens avaient rassemblé de grandes forces. Tous les corps exécutent alors un mouvement rétrograde, et passent le Pô à Casale. Le 3 juin, le 71e régiment d'infanterie passe le Tessin à Turbigo et le matin du 4 juin, la 2e division reçoit l'ordre de regagner à Magenta la route de Milan ou il est engagé dans la bataille.
Le 24 juin, le 2e corps reçoit l'ordre de marcher sur Cavriana en passant par Cassiano pour coopérer au mouvement de l'armée sur Solférino ou il prend part à la bataille.
Quelques jours après, la paix de Villafranca est signée et le régiment rentre en France.
En octobre 1860, alors qu'il était en garnison à Lyon,  il reçoit l'ordre d'aller tenir garnison dans les États pontificaux et fait partie du corps d'occupation de 1860 à la fin de 1866.
Le 9 décembre 1866, le régiment quitte Rome pour rentrer en France et débarqua à Toulon. Il occupe différentes garnisons : Lyon, Valenciennes, camp de Châlons, Romainville, Aubervilliers, Paris.
Le 27 janvier 1869, le régiment reçoit un nouveau drapeau, l'ancien, usé par les campagnes et par le temps, et dont la hampe même avait été brisée à Solférino par une balle, était réduit
à quelques loques effilées. Le général de division Lebrun présenta le nouveau drapeau qui, outre les inscriptions des quatre batailles portées sur l'ancien (Jemmapes, Arlon, Fleurus, Aldenhoven), portait les noms modernes de Magenta et de Solférino.
Lors de la déclaration de guerre à la Prusse, le 71e régiment d'infanterie quitte Paris par les voies rapides, et arrive le 19 juillet sous les murs de Metz où il campe. Il faisait partie de la 2e brigade commandée par le général Arnaudeau, 3e division du général Metman, 3e corps sous les ordres du maréchal Bazaine de l'armée du Rhin.

Le 23 juillet, le 3e corps commence son mouvement en avant.
 Le 6 août, on entend la canonnade de la bataille de Forbach, mais la 2e brigade ne peut y prendre part.
Puis le mouvement de retraite commença.

Le 11 août, le 71e RI campe en avant de Borny et, le 14, il reçoit l'ordre de se replier sur Metz. Il allait commencer son mouvement lorsque l'ennemi attaqua les positions. Le 3e bataillon
est déployé en avant des 1er et 2e bataillons. Le feu est ouvert et la lutte se soutient jusqu'à épuisement complet des cartouches. L'artillerie ne peut mettre une pièce en batterie. Le bataillon reste ferme dans ses positions
jusqu'à ce qu'un bataillon du 59e régiment d'infanterie vienne le relever vers 7 heures du soir. La bataille de Borny avait décimé le 3e bataillon : 2 officiers furent tués, 8 furent blessés, 50 sous-officiers ou soldats furent tués, 198 blessés et 44 disparus.
Le 15 août, à 11 h du soir, la division se met en marche sur la route de Metz, elle ne parvient à Gravelotte que le lendemain à 8 heures du soir, sans avoir pu prendre part à la bataille.
Le 17 août, la division est portée en avant du bois des Ognons pour protéger la retraite des troupes sur le plateau de Moscou. Le  71e RI, à cheval sur la route d'Ars, est en première ligne et fait face au bois dont la lisière est garnie de tirailleurs ennemis qui engagent une fusillade nourrie contre nos lignes.
Dès le matin du 18 août, l'ennemi s'avance sur Gravelotte. Trois compagnies du 2e bataillon occupent le pont et le bois de Génivaux, tandis que le reste du régiment se porte à « l'Arbre-Mort ». Les trois compagnies du 2e bataillon soutiennent une lutte très vive dans laquelle elles perdent 51 tués et 12 blessés, dont 3 officiers. Le plateau de Moscou est abandonné et la résistance se concentre au bois d'Amanvillers ou les 1er et 3e bataillons y prennent part. Le lendemain, au point du jour, le régiment prend position à la ferme de la Folie pendant que l'armée achève de se replier sous les forts de Metz. Le 71e soutint la retraite jusque sous le fort du Saint-Quentin où il campa.
La bataille du 18 août avait coûté au régiment 72 hommes tués, blessés ou disparus.
Le régiment était campé au village de Vallières lorsque, le 31 août, toutes les troupes prennent les armes pour s'ouvrir un passage dans la direction de Thionville, en enlevant les villages de Noisseville et de Servigny.
À partir du 1er septembre, l'armée reste immobile dans ses lignes. Dans la nuit du 9 au 10 septembre, les Prussiens tentent un coup de main sur la droite des positions de la division et il enlève, à 3 heures du matin, la « ferme de Bellecroix » et en chasse la grand'garde du 7e régiment de ligne. Le 1er bataillon du 71e, de grand'garde en avant de Vantoux, avait une compagnie (la 4e compagnie) qui la reliait au 7e de ligne. Cette compagnie se porte alors sur les tranchées que l'ennemi vient de conquérir et, par ses feux, oblige les Prussiens à une retraite précipitée. 
Le 22 septembre, le régiment prend les armes et se porte en avant de Mey pour protéger un fourrage fait sur Noisseville et Nouilly. Les éclaireurs , partis une heure avant le régiment, repoussent les avant-postes ennemis et enlevé très brillamment Nouilly et la « ferme de l'Amitié ». Cette opération a pris la dénomination de « reconnaissance offensive du 22 septembre ».
Le 7 octobre eut lieu le combat de Ladonchamps, où le 71e prend une part active et brillante. Il tient pendant 2 heures au plateau de Mey sous un feu écrasant d'artillerie, et enlève la ferme de la Maison-Blanche.
La capitulation est signée le 28 octobre, et le 71e régiment d'infanterie de ligne va déposer ses armes au fort de Saint-Julien, mais son drapeau est détruit afin qu'il ne serve pas de trophée à l'ennemi. 
Le 16 août 1870, le 4e bataillon, formé pour la plupart de nouveaux arrivants, quitte le dépôt pour créer le 10e régiment de marche qui formera la 1re brigade de la 2e division du 13e corps d'armée.
Le 10 octobre, la 1re compagnie du dépôt, à Lyon, reçoit l'ordre, de former quatre compagnies de 250 hommes qui sont immédiatement dirigées à l'armée de la Loire. La 2e compagnie du dépôt, à Lyon, reçoit aussi l'ordre de former trois compagnies de 200 hommes, qui sont d'abord envoyées à Auxonne, puis à Dijon, pour prendre part à l'organisation de la défense de la place. Le 30 octobre, à 5 heures du matin, les trois compagnies arrivent à Dijon. À 9 heures, elles sont envoyées en reconnaissance sur la route de Mirebeau. Après avoir dépassé le village de Saint-Apollinaire, elles recueillent une compagnie de chasseurs à pied qui, ayant rencontré l'ennemi dans les environs, battait en retraite devant des forces très supérieures. La 1re compagnie est alors déployée en tirailleurs et après avoir construit une tranchée-abri, elle arrête pendant deux heures la marche de l'ennemi. Le village de Saint-Apollinaire est alors occupé par les troupes françaises renforcées de quelques compagnies du 90e régiment d'infanterie et de gardes mobiles. Le général Fauconnet prend le commandement et, bien que blessé, reste au centre de la ligne, mais bientôt il tombe frappé mortellement. Après une défense vigoureuse, le village de Saint-Apollinaire est pris par l'ennemi et les troupes françaises se replient sur les faubourgs et forcent l'ennemi à se retirer, mais la ville est bombardée et l'ordre est donné d'évacuer la place. Le détachement gagna Beaune, puis Nuits et est dirigé sur Lyon par voies ferrées.
Le 24 novembre 1870, les 8e compagnies des 2e et 3e bataillons du 71e régiment d'infanterie de ligne qui composaient le 29e régiment de marche furent engagés dans les combats de Chilleurs, Ladon, Boiscommun, Neuville-aux-Bois et Maizières dans le Loiret

#### 1871 à 1914
Le 11 septembre 1871, le 71e régiment d'infanterie de ligne et de 71e régiment de marche fusionnent. Le 4e bataillon et le dépôt sont envoyés de Toulon et d'Hyères à Troyes.
En 1872 et 1873, le 71e régiment s'établit au camp de Saint-Germain, puis au camp de Meudon.
En 1874 et 1875, il tient successivement garnison dans Paris et dans les bastions environnants.
En exécution du décret du 29 septembre 1875, le 71e RI fait partie du 10e corps d'armée (général Forgerot), 19e division (général Lacretelle), 37e brigade (général Noël).
Le 3e bataillon et le dépôt vont à Saint-Malo, puis à Saint-Brieuc, caserne Charner érigée entre 1874 et 1876, où tout le régiment se trouve réuni depuis le 21 mai 1876. Ce lieu de casernement du régiment le restera jusqu'en 1947. Il permet d'amener à la ville une population de cantinières, vivandières, musiciens, maréchaux-ferrants, ce qui a un impact économique important sur l'économie de la ville.
Le 3 mai 1881, le 71e RI envoie au corps expéditionnaire de Tunisie son 2e bataillon. Embarqué sur l'Intrépide, le bataillon prend part aux opérations contre Sfax qui est enlevé après un bombardement de la flotte.
De 1881 à 1883, le bataillon occupe ensuite successivement, l'île de Djerba, Mahdia et Sousse. 
Le 15 avril 1883 il rentre en France et rejoint la caserne Charner à Saint-Brieuc.

### 71erégimentd'infanterie

#### Première Guerre mondiale
À la mobilisation, le régiment est caserné à Saint-Brieuc et est rattaché à la 37e brigade d'infanterie ; 19e division d'infanterie ; 10e corps d'armée.
Le régiment reste à la 19e DI d'août 1914 à novembre 1918.

##### 1914
Bataille de la Sambre : Une lanterne des morts est élevée au cimetière français d'Auvelais (Belgique) en mémoire des soldats du 10e corps d'armée (de Rennes) et de la 37e division d'infanterie (d'Alger) tombés du 21 au 23 août 1914 pour la liberté de la Belgique et de la France. On y trouve, le commandant Georges Michon del Campo (Saint-Cyr, promotion de l'Annam - 1885/1887), chef de bataillon au 71e d'infanterie mort pour la France au combat d'Arsimont le 21 août 1914.
- le 24 août : Bataille de Charleroi
- le 29 août : Bataille de Guise
- du 5 au 9 septembre : Bataille de la Marne
- du 1er au 4 octobre : Bataille d'Artois

##### 1915
- Artois : combats au sud d'Arras, à Saint Laurent puis à la ferme Chanteclerc
- Le Labyrinthe, Argonne…

##### 1916
- Argonne
- Bataille de Verdun
- Champagne
- Somme

##### 1917
- la Marne
- Woëvre…Verdun…

En mai et juin 1917, des soldats du 270e régiment d'infanterie dissout ont rejoint le 71e régiment d'infanterie.

##### 1918
- 27 mai 1918 : Seconde bataille de la Marne, bataille de l'Aisne
- Bataille de l'Aisne (1918)… La Marne… Les Vosges…

En août 1918, des soldats du 341e régiment d'infanterie dissout, ont rejoint le 71e régiment d'infanterie.
« Régiment d'élite qui a donné les preuves de sa vaillance. » Maréchal Pétain 1918.

#### Entre-deux-guerres

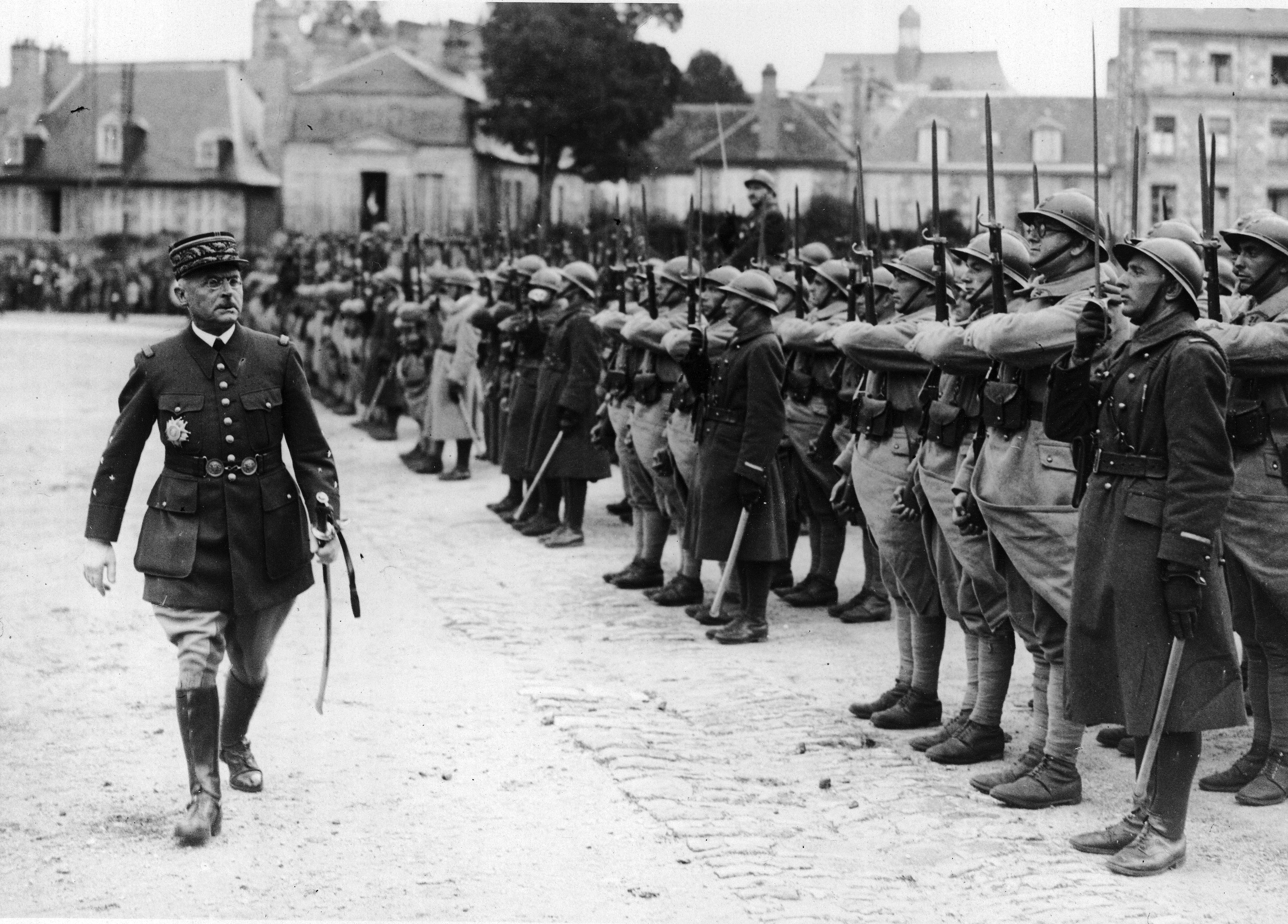
Une compagnie du rend les honneurs au général Héring à Alençon, lors de manœuvres en Normandie en 1937.

#### Seconde Guerre mondiale

##### Mobilisation
Régiment d'active de type Nord-Est, il est mis sur pied au centre mobilisateur d'infanterie 44 de Saint-Brieuc.
Le 71e régiment d'infanterie est placé sous les ordres du colonel Astolfi, puis le 20 avril 1940 du lieutenant-colonel Béguier, le 10 juin 1940 du commandant Martin, le 17 juin 1940 du commandant Bacquerie jusqu'à l'armistice du 25 juin 1940. Le régiment est d'abord affecté en 1939 à la 19e division d'infanterie, puis le 11 mai 1940 à la 27e division d'infanterie alpine et devient alors le 71e régiment d'infanterie alpine.

##### Décembre 1939
Combats aux avant-postes (AP) de la Sarre, d’Alsting à Welferding.

##### 7-10 juin 1940
Combats meurtriers à l’est de Soissons (plateau d’Acy ; Billy-sur-Aisne, où les 1re et 2e compagnies du 1er bataillon mènent une contre-attaque victorieuse le 8 juin matin et font une quarantaine de prisonniers allemands ; Serches) et sur la rive gauche de l’Ourcq (Trugny, Armentières, Nanteuil-Notre-Dame, Bruyère-sur-Fère, Coincy, Brécy, Rocourt, Épieds).
Les pertes sont lourdes : 8 officiers, 32 sous-officiers, 155 caporaux et soldats tués ; le lieutenant-colonel commandant le régiment, une quinzaine d’officiers et environ 200 hommes faits prisonniers.

##### 10-22 juin 1940
Repli, souvent à pied, des détachements encore au combat, séparés les uns des autres par l’avancée motorisée des forces allemandes, tout en menant des combats retardateurs contre l’ennemi : la Marne est traversée le 10 juin, la Seine le 13, l’Yonne le 15, la Loire le 16, le Cher le 18.
Depuis le 17 juin, les rescapés du 71e RIA et des autres unités de la 27e division d’infanterie alpine sont regroupés pour former deux bataillons.

##### 22-24 juin 1940
Les hommes du 71e RIA préparent la défense de la ville d’Eymoutiers (Haute-Vienne), jusqu’à l’entrée en vigueur de l’armistice le 25 juin, à 1 h 30.

##### Bilan de la campagne 1939-1940
Au 2 septembre 1939, les effectifs du 71e RI s’élevaient à 84 officiers, 333 sous-officiers et 2 601 caporaux et soldats. Le 25 juin 1940, le 71e RIA ne comptait plus que 20 officiers, 44 sous-officiers et 399 caporaux et soldats.

#### De 1945 à nos jours
En 1947, le 71e régiment d'infanterie est stationné à Dinan.

## Drapeau
Il porte, cousues en lettres d'or dans ses plis, les inscriptions :

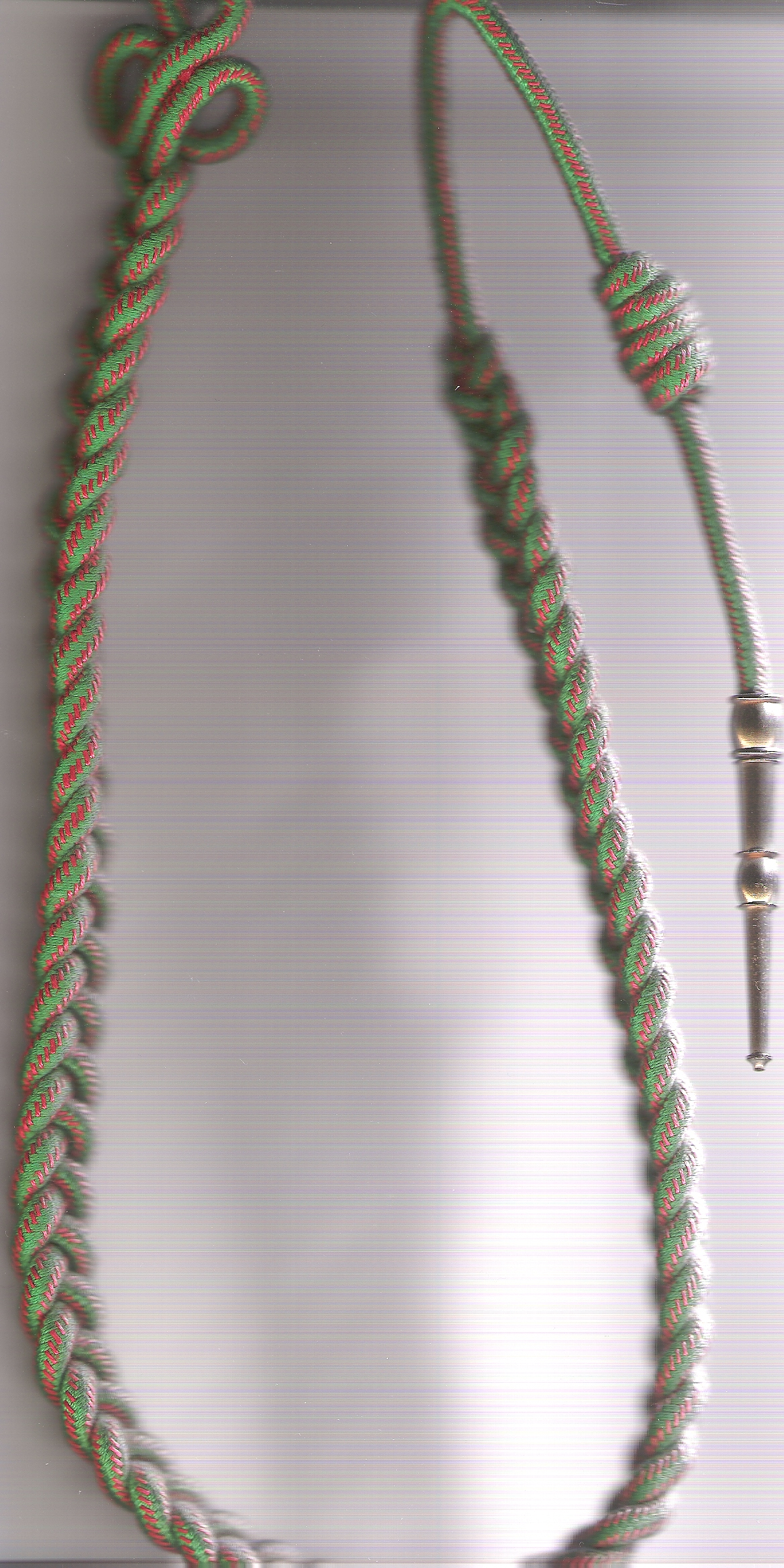
Fourragère aux couleurs du ruban de la croix de guerre 1914-1918

- Valmy 1792
- Jemmapes 1792
- Fleurus 1794
- Kabylie 1857
- Magenta 1859
- La Marne 1914
- Verdun 1916
- L'Aisne 1918
- Soissonnais 1918

## Décorations
Sa cravate est décorée de la Croix de guerre 1914-1918 avec trois citations à l'ordre de l'armée.
Il a le droit au port de la fourragère aux couleurs du ruban de la Croix de guerre 1914-1918.

## Insigne
L'insigne de 1935 du régiment porte la croix de guerre et la fourragère gagnées lors de la Première Guerre mondiale.

## Refrain
« Chez vous ce n'est pas comme chez nous, à Saint-Brieuc il y a des choux. »[réf. nécessaire]

## Sources et bibliographie
- À partir du Recueil d'Historiques de l'Infanterie Française (général Andolenko - Eurimprim 1969).
- Édouard Béguier, Les étapes d'un régiment breton; le 71e R.I. et R.I.A. en 1939 et 1940., Berger-Levrault, 1953 (OCLC 21814318).
- Historique du 71e Régiment d'infanterie de ligne : rédigé d'après les ordres du colonel Lachau
- Historiques des corps de troupe de l'armée française (1569-1900)